# St. Barbara (Abensberg)

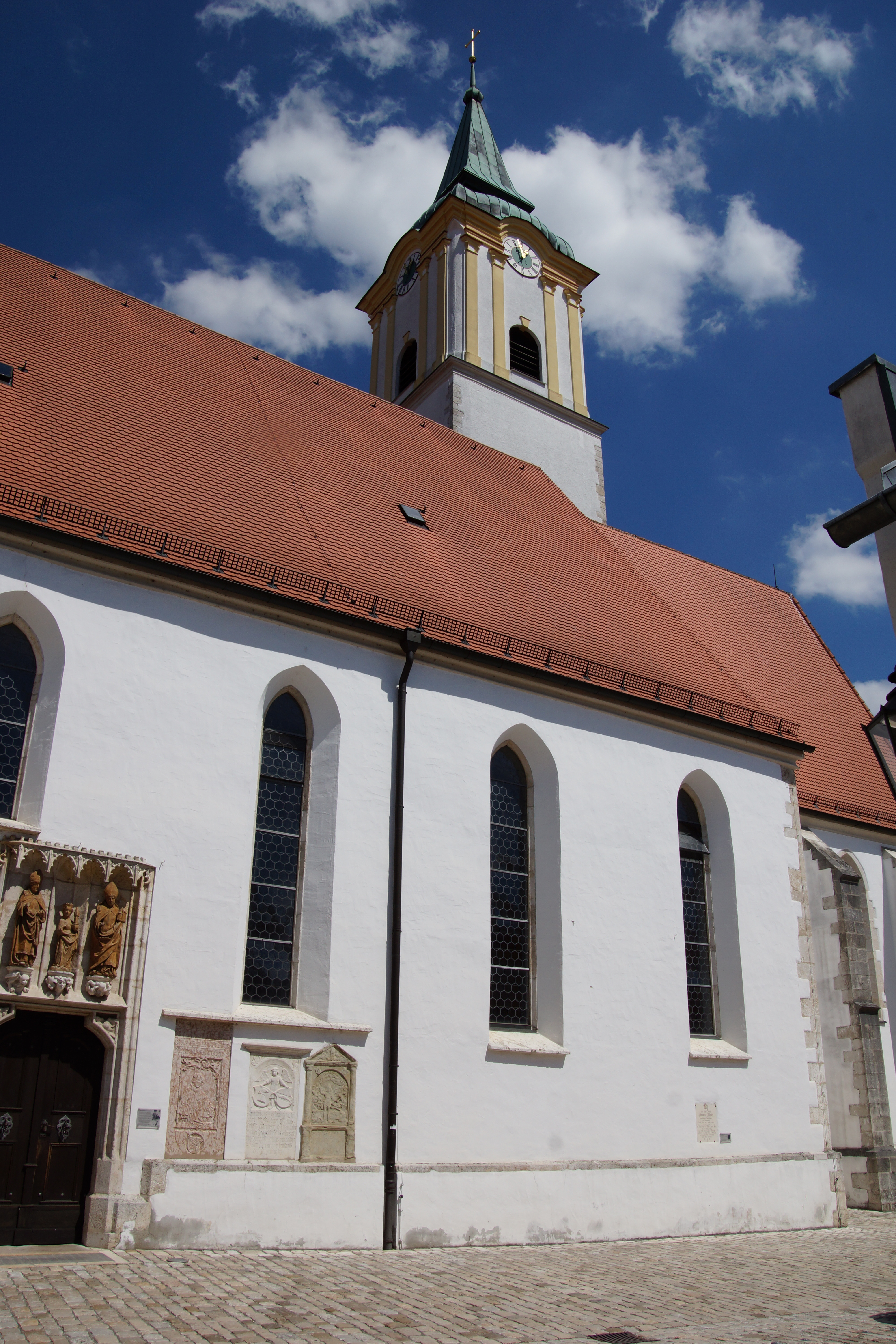
Pfarrkirche St. Barbara

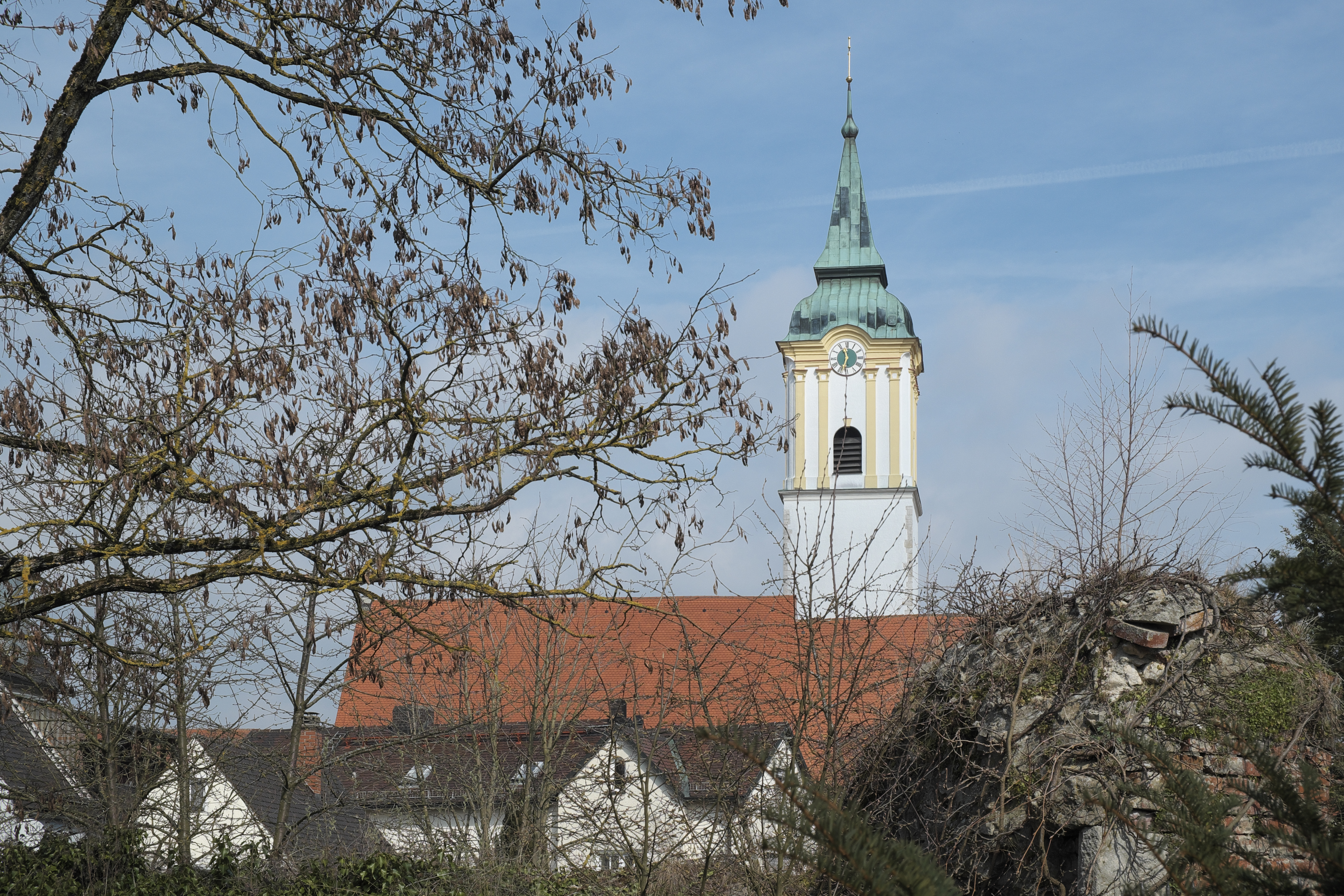
Ansicht von Süden

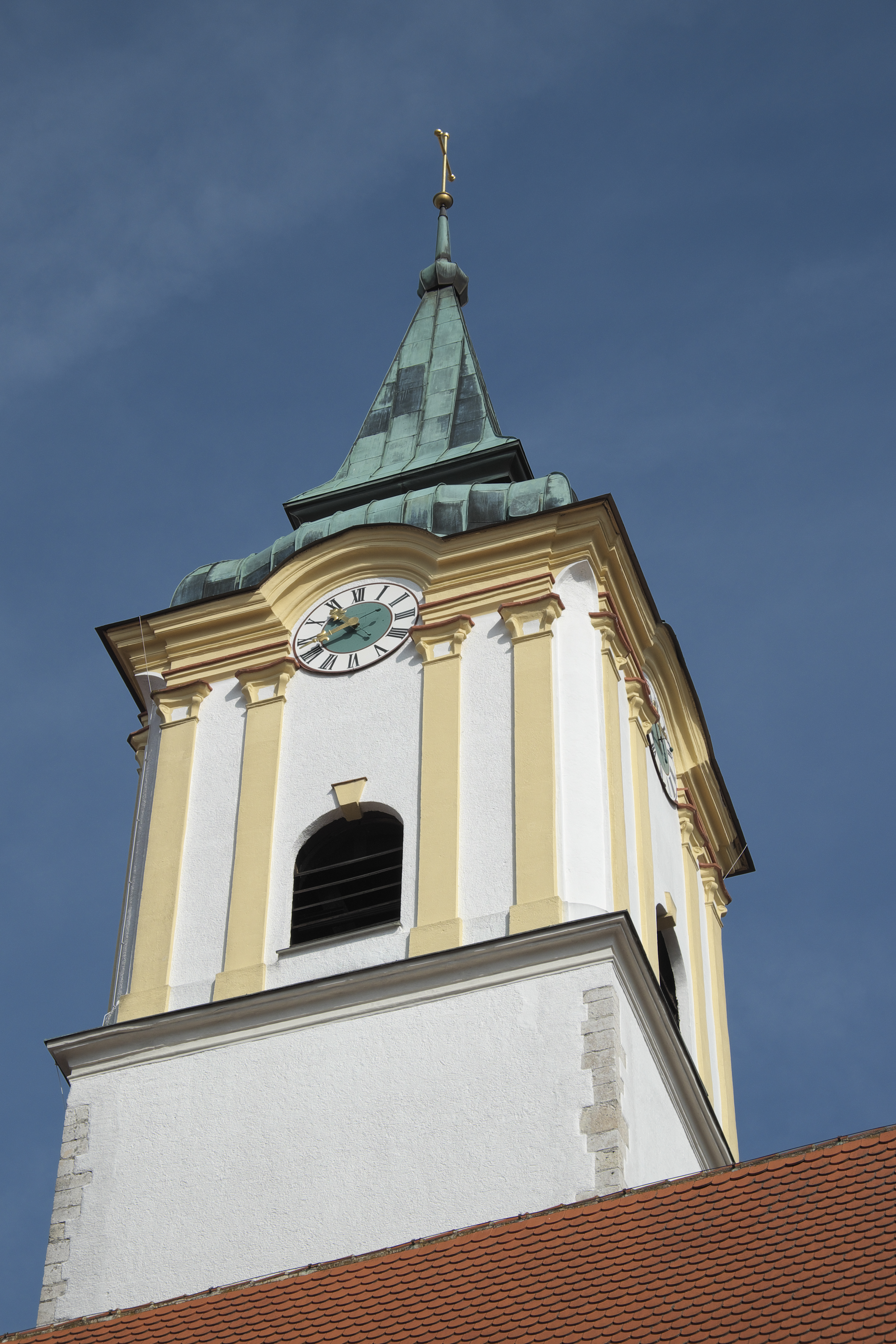
Glockenturm

Die römisch-katholische Pfarrkirche St. Barbara in Abensberg, einer Stadt im niederbayerischen Landkreis Kelheim, ist eine spätgotische Hallenkirche, die im 15. Jahrhundert begonnen und zu Beginn des 16. Jahrhunderts vollendet wurde. Die der heiligen Barbara von Nikomedien geweihte Kirche gehört zu den geschützten Baudenkmälern in Bayern.

## Geschichte
Im Jahr 1380 wurde durch den damaligen Regensburger Bischof Konrad VI. von Haimberg in Abensberg, das zuvor zur Urpfarrei Gögging gehört hatte, eine eigenständige Pfarrei errichtet. Zunächst diente die heutige Filialkirche Mariä Himmelfahrt im Stadtteil Aunkofen als Pfarrkirche, bis man um 1400 eine eigene Pfarrkirche im Stadtkern errichtete, die um 1450 fertiggestellt war. Die ursprüngliche Saalkirche wurde erst 1516 durch einen Meister Ludwig aus Pfeffenhausen zu einer dreischiffigen Hallenkirche, wie bei südbayerischen Stadtkirchen häufig anzutreffen, umgebaut und eingewölbt. Bei dieser Umgestaltung wurde ein überlebensgroßes Fresko des heiligen Christophorus in der Nähe des Nordportals beschädigt.
Im Laufe der Barockzeit wurde die ursprüngliche, spätgotische Ausstattung nach und nach ersetzt. 1698 wurde die heutige Kanzel erworben, 1726 das Chorgestühl – heute die einzigen erhaltenen Stücke aus der Barockzeit. Nachdem der Turm 1731 durch Blitzschlag zerstört worden war, sollte es 31 Jahre dauern, bis ein Neubau erstellt wurde. Baumeister war Christoph Wolf aus Stadtamhof, der ein Jahr später auch den Turm der Klosterkirche Weltenburg umgestaltete und diesem ein ganz ähnliches Aussehen verlieh. Er errichtete zusammen mit dem Zimmerermeister Kaspar Stuber aus Rohr den neuen Turmoberbau. 1797 stellte man einen barocken Hochaltar des einheimischen Schreiners Georg Kobelstetter auf, der 1879 der Regotisierung unter Pfarrer Georg Ott (1862–1885) zum Opfer fiel. Aus neugotischer Zeit sind nur noch die Emporenbrüstung und die Kommunionbank erhalten. 1929 wurde der heutige Hochaltar aufgestellt. Mit der Entfernung der neugotischen Seitenaltäre im Jahr 1956 erhielt die Pfarrkirche ihr heutiges Aussehen. Die letzte Renovierungsmaßnahme erfolgte im Jahre 2002.

## Architektur

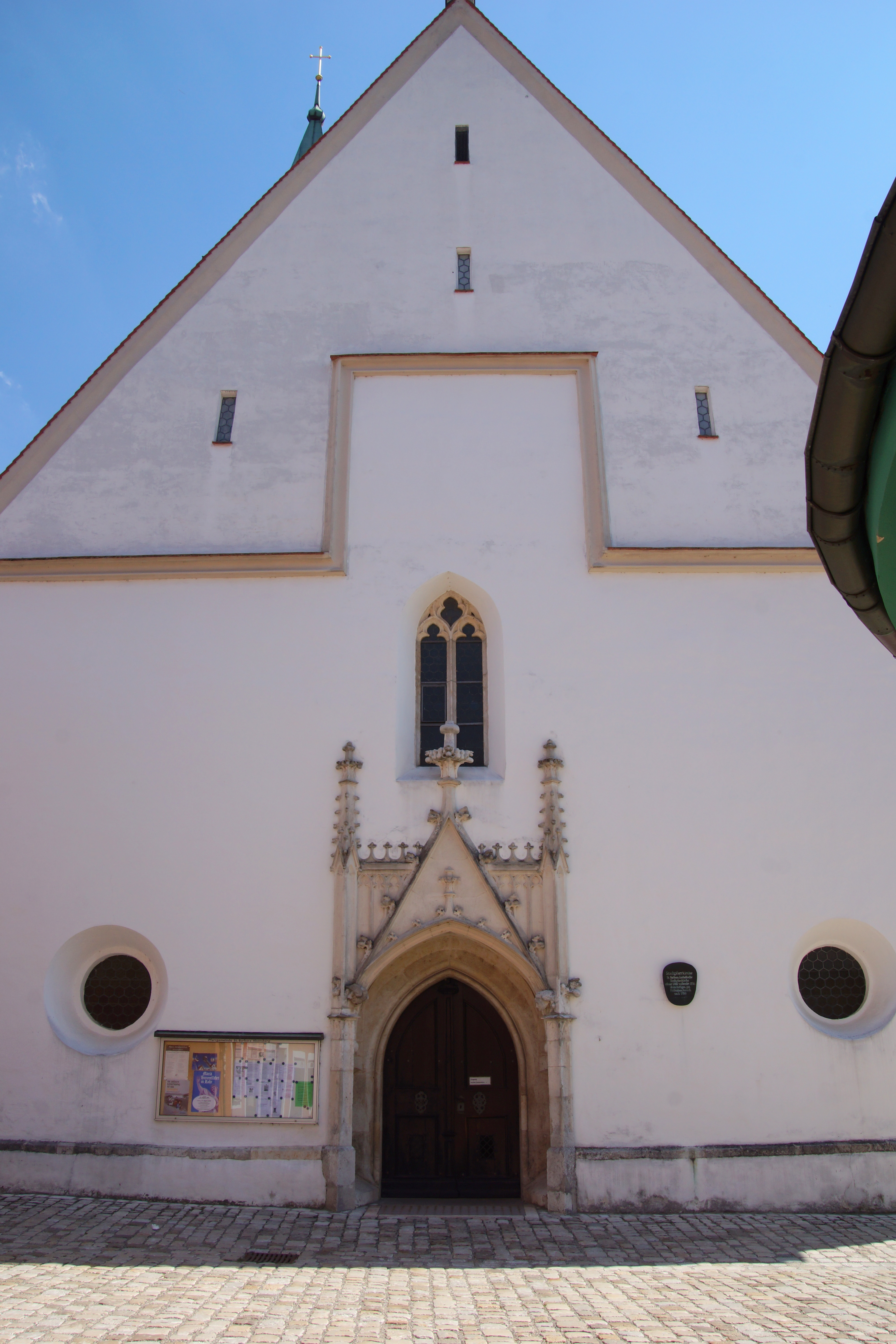
Westfassade

### Außenbau
Die dreischiffige Hallenkirche wird von einem Satteldach gedeckt. Chor und Langhaus werden von spitzbogigen Fenstern durchbrochen. Im nördlichen Chorwinkel erhebt sich der Glockenturm, dessen quadratischer Unterbau noch in gotische Zeit zurückreicht. Das Obergeschoss des Turmes wird von paarweise angeordneten Pilastern gegliedert, die Kanten sind mit Hohlkehlen versehen. Oberhalb eines reich profilierten Absatzes wird der Turm von einer Welschen Haube mit einer Pyramide bekrönt. Östlich des Turmes ist die Sakristei angebaut.

### Portale
Die Kirche besitzt drei Zugänge: das Westportal, auf das man vom Stadtplatz kommend zugeht, das Südportal zum Barbaraplatz hin und das Nordportal, das in jüngster Zeit einen modernen Vorbau mit Treppenaufgang zur Empore erhielt. In dieser Vorhalle ist auch die Jahreskrippe, deren Figuren zum Teil noch aus der Barockzeit stammen, untergebracht. Das spitzbogige Westportal ist in eine flache Wandnische mit Netzrippengewölbe integriert. Es ist von einem Kalksteinrahmen in Form eines Wimpergs mit Kreuzblume und seitlichen Fialen umgeben. Über dem ebenfalls kalksteingerahmten Südportal, das von einem Korbbogen überwölbt wird, ist eine Baldachinnische eingeschnitten. Die Konsolen mit geflügelten Fabelwesen stammen noch aus dem gotischen Kirchenbau. Die Figuren stellen den heiligen Emmeram von Regensburg (links), die heilige Barbara (Mitte) und den heiligen Wolfgang von Regensburg (rechts) dar, sie wurden in den 1980er Jahren erneuert.

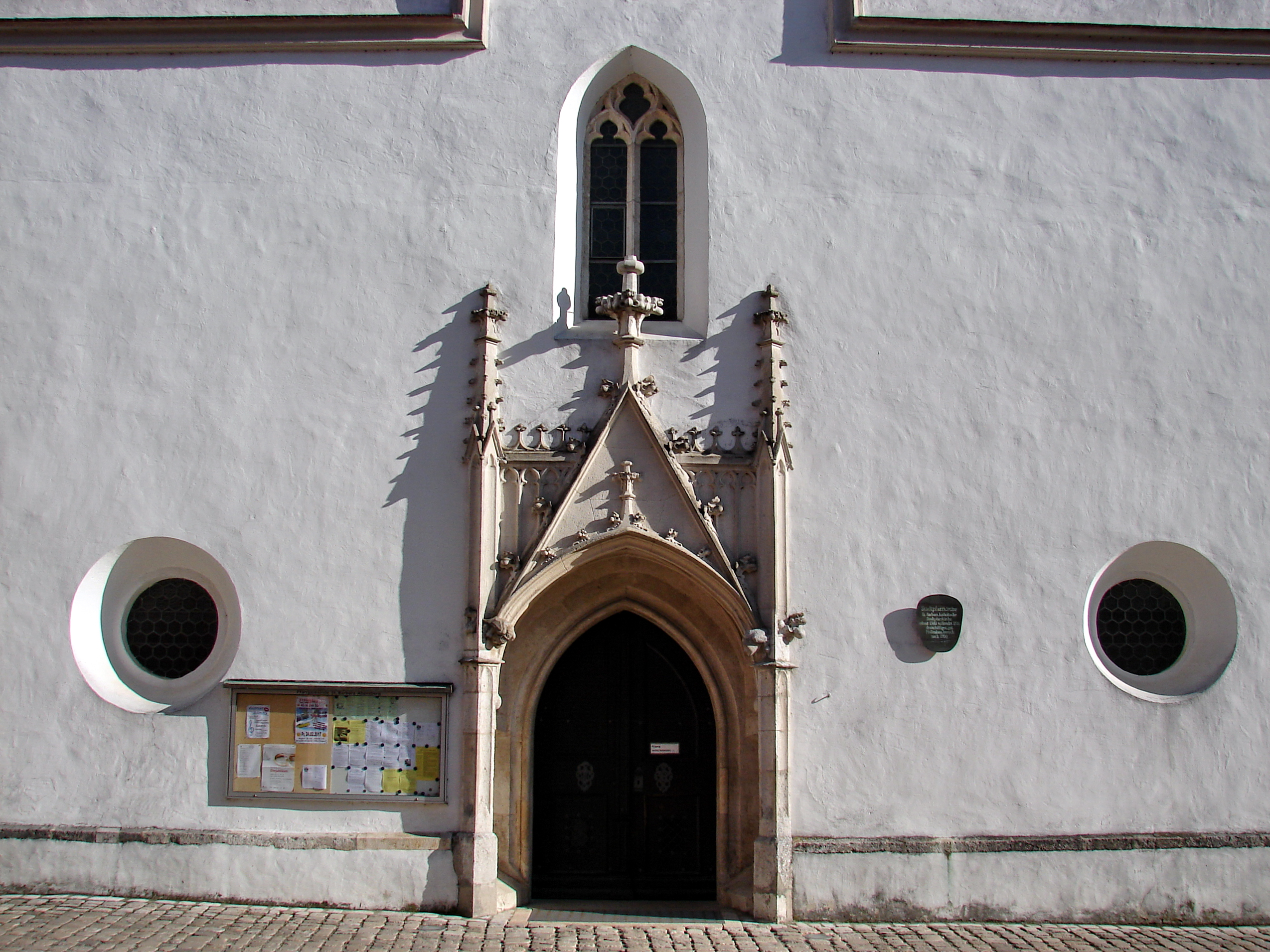
Westportal
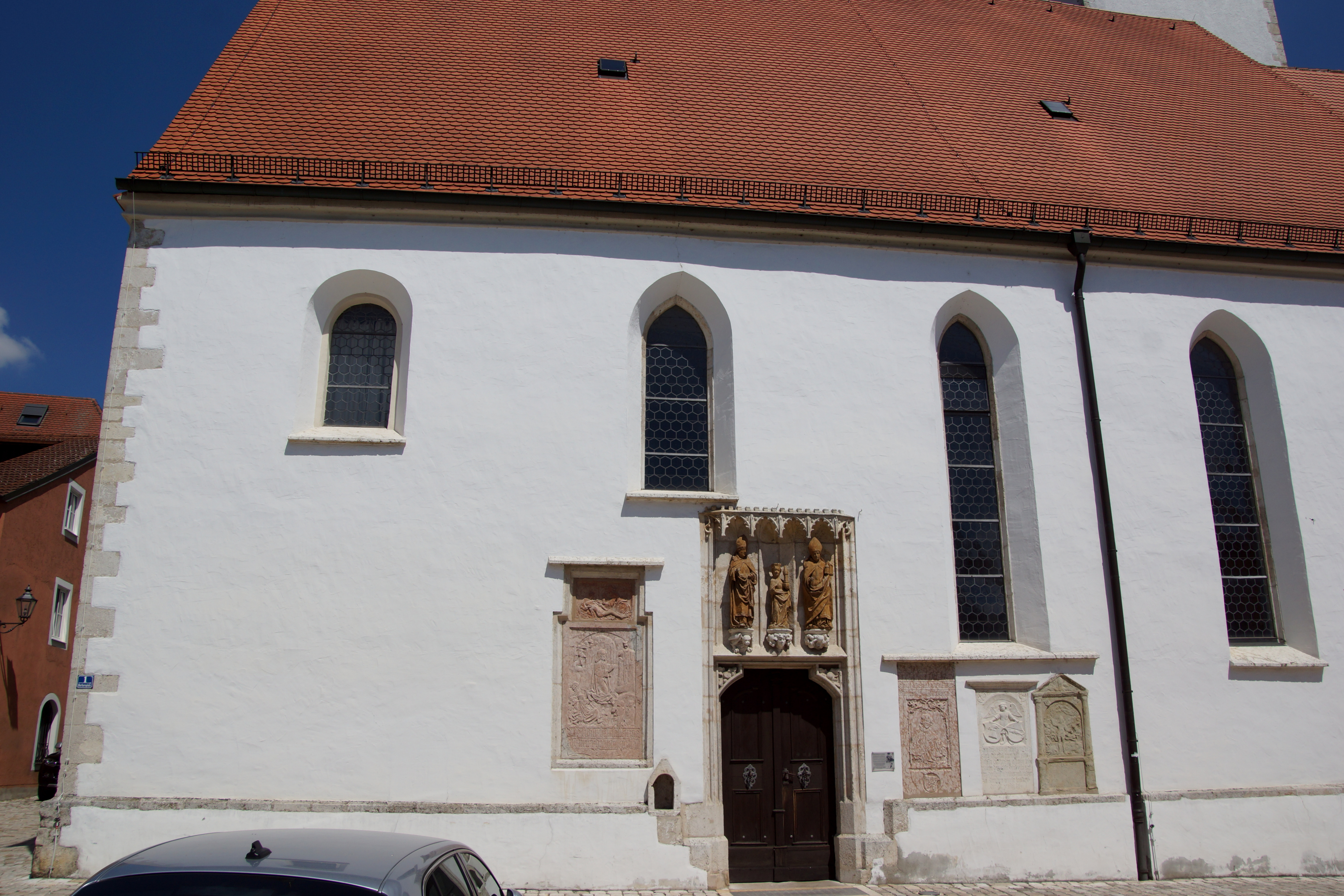
Südportal
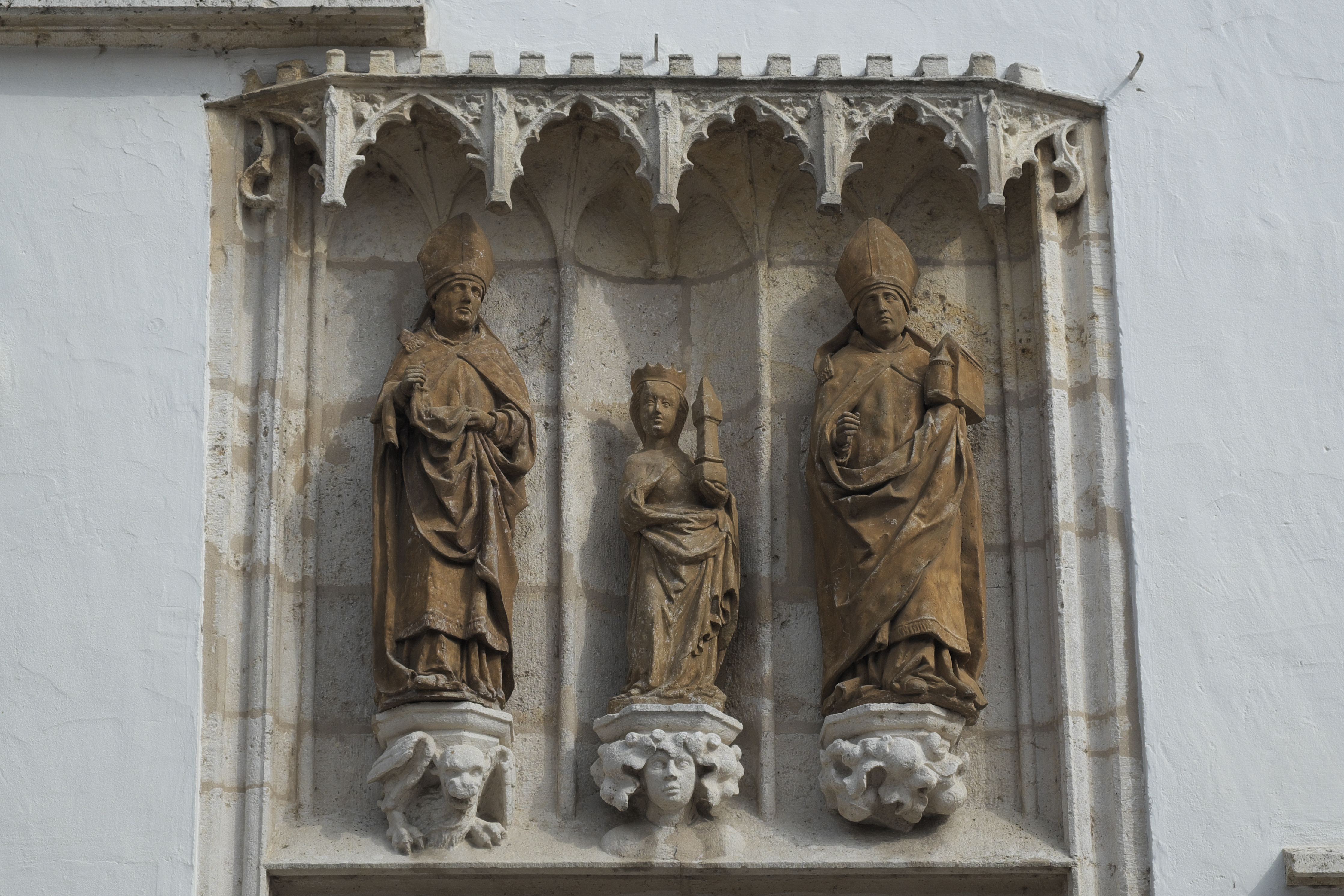
Baldachinnische mit Heiligen- figuren am Südportal

### Innenraum

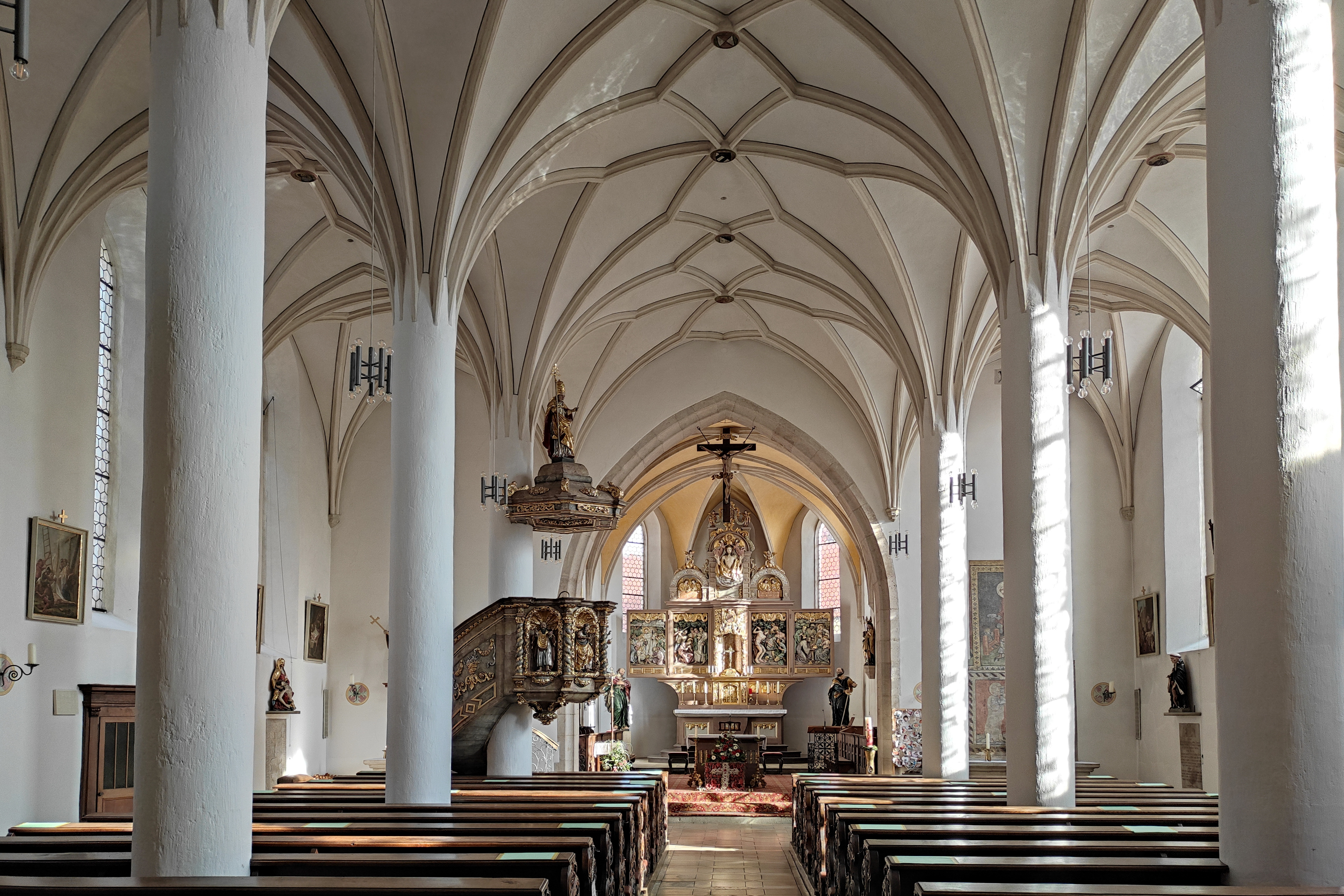
Innenraum

Das Langhaus besteht aus einer dreischiffigen, in fünf Joche gegliederten Halle, an die sich im Osten ein eingezogener Chor mit Fünfachtelschluss anschließt. Ein spitzer Chorbogen führt zum Altarraum, der etwas breiter als das Mittelschiff ist und zwei Joche umfasst. Haupt- und Seitenschiffe werden von Netzrippengewölben überspannt, deren Rippen aus schlanken Rundpfeilern ohne Kapitelle erwachsen. Das westliche Langhausjoch wird von der Orgelempore eingenommen, die sich über alle drei Schiffe  erstreckt. Die Pfeifenreihen sind in den beiden Seitenschiffen angeordnet.

## Wandmalereien
An der Stirnseite des südlichen Seitenschiffs, an der Stelle des damals beseitigten rechten Seitenaltares, wurde 1956 eine spätgotische Wandmalerei aus der Mitte des 15. Jahrhunderts freigelegt. Darauf ist der heilige Achatius dargestellt, flankiert von der heiligen Barbara (links) und der heiligen Katharina (rechts). Darüber zeigt ein deutlich größeres Gemälde den heiligen Leonhard als Befreier und Fürbitter der Gefangenen.

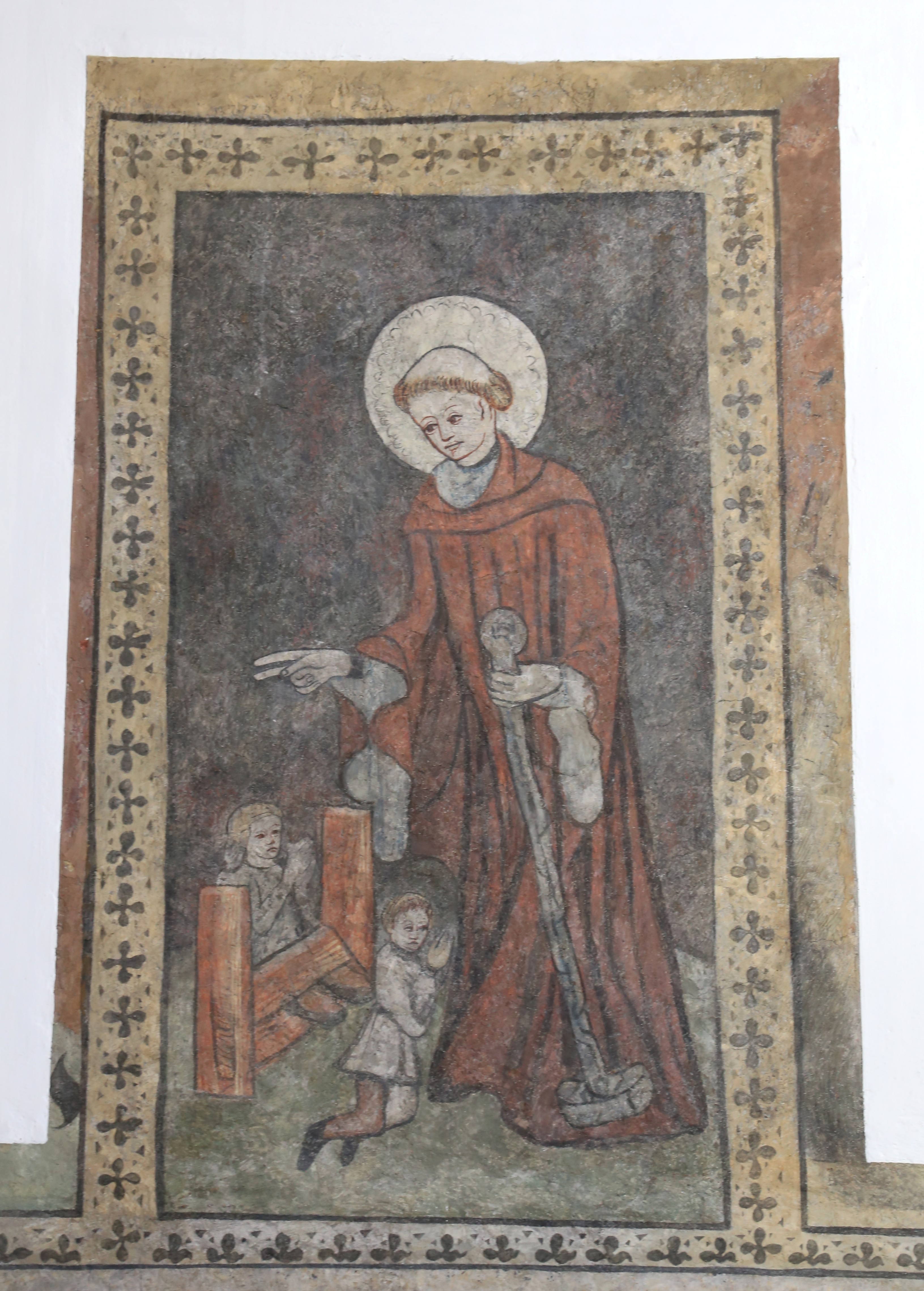
Heiliger Leonhard
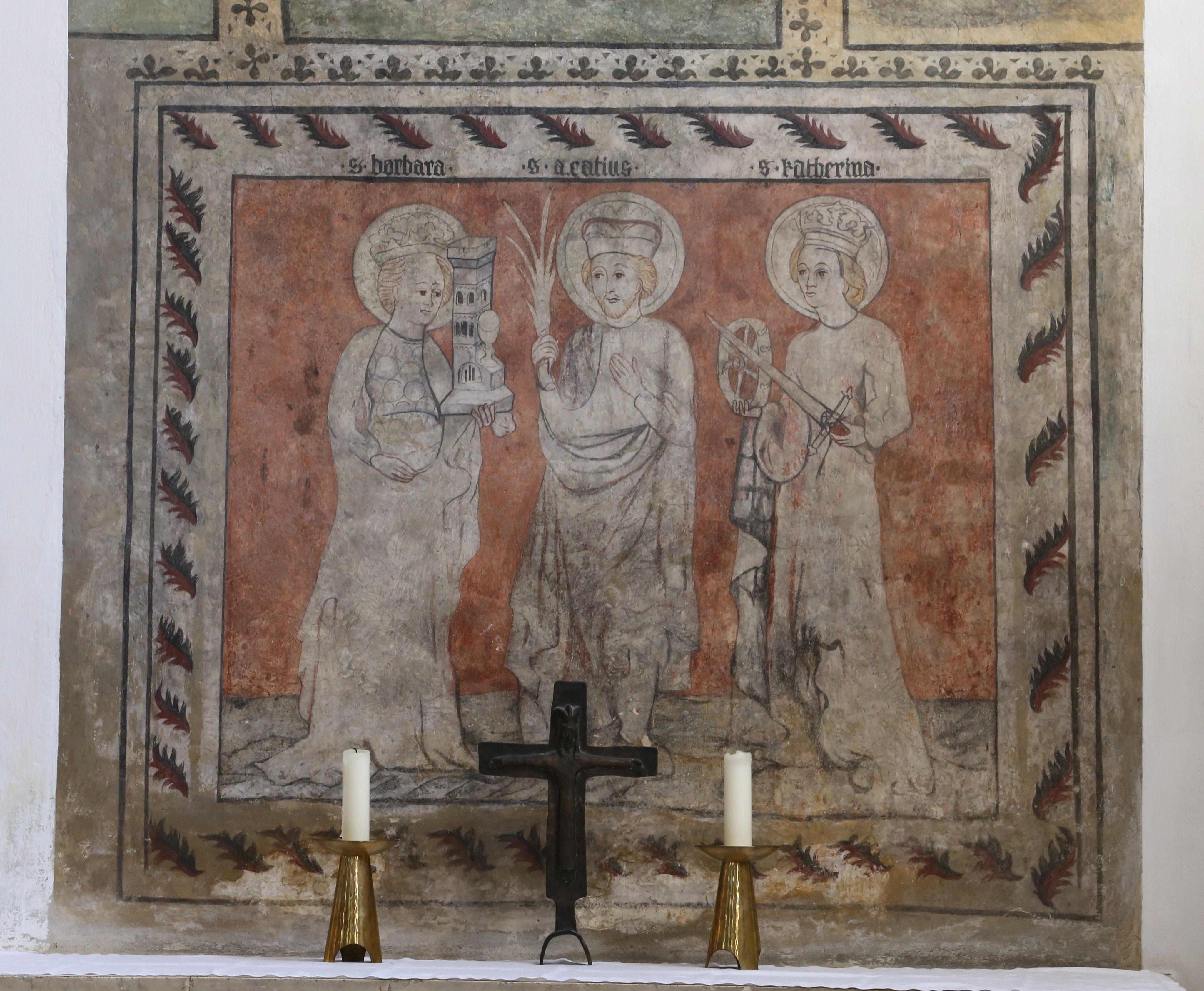
Heilige Barbara, heiliger Achatius, heilige Katharina

An der Stirnwand der Westempore befinden sich drei weitere Wandgemälde. Diese sind laut Bezeichnung im Jahr 1585 entstanden und wurden bereits vor dem Zweiten Weltkrieg freigelegt. Die Themen von Süd nach Nord sind: die Taufe Jesu, das Jüngste Gericht und die Auferstehung Jesu.

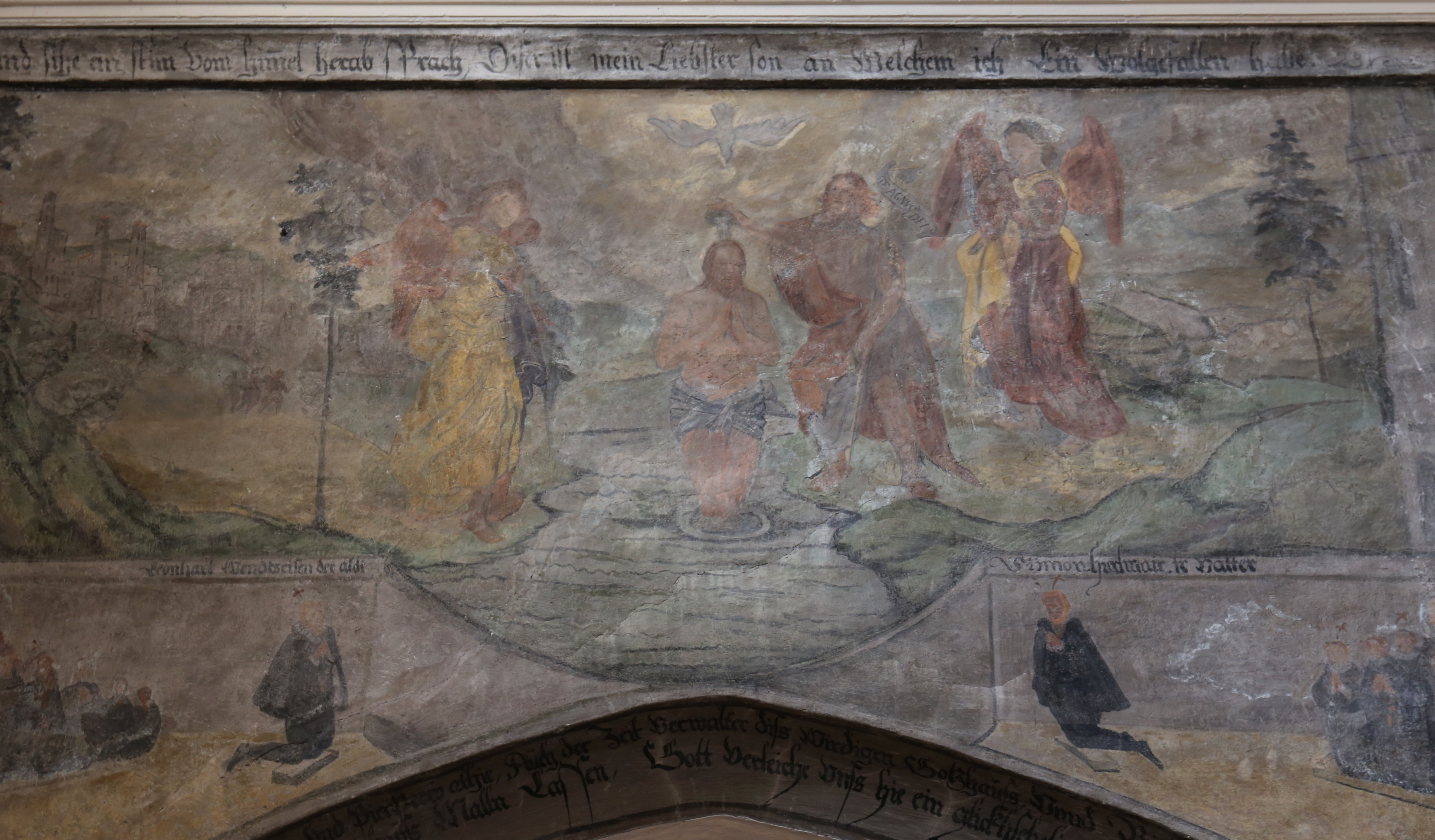
Taufe Jesu (Westempore, Südschiff)
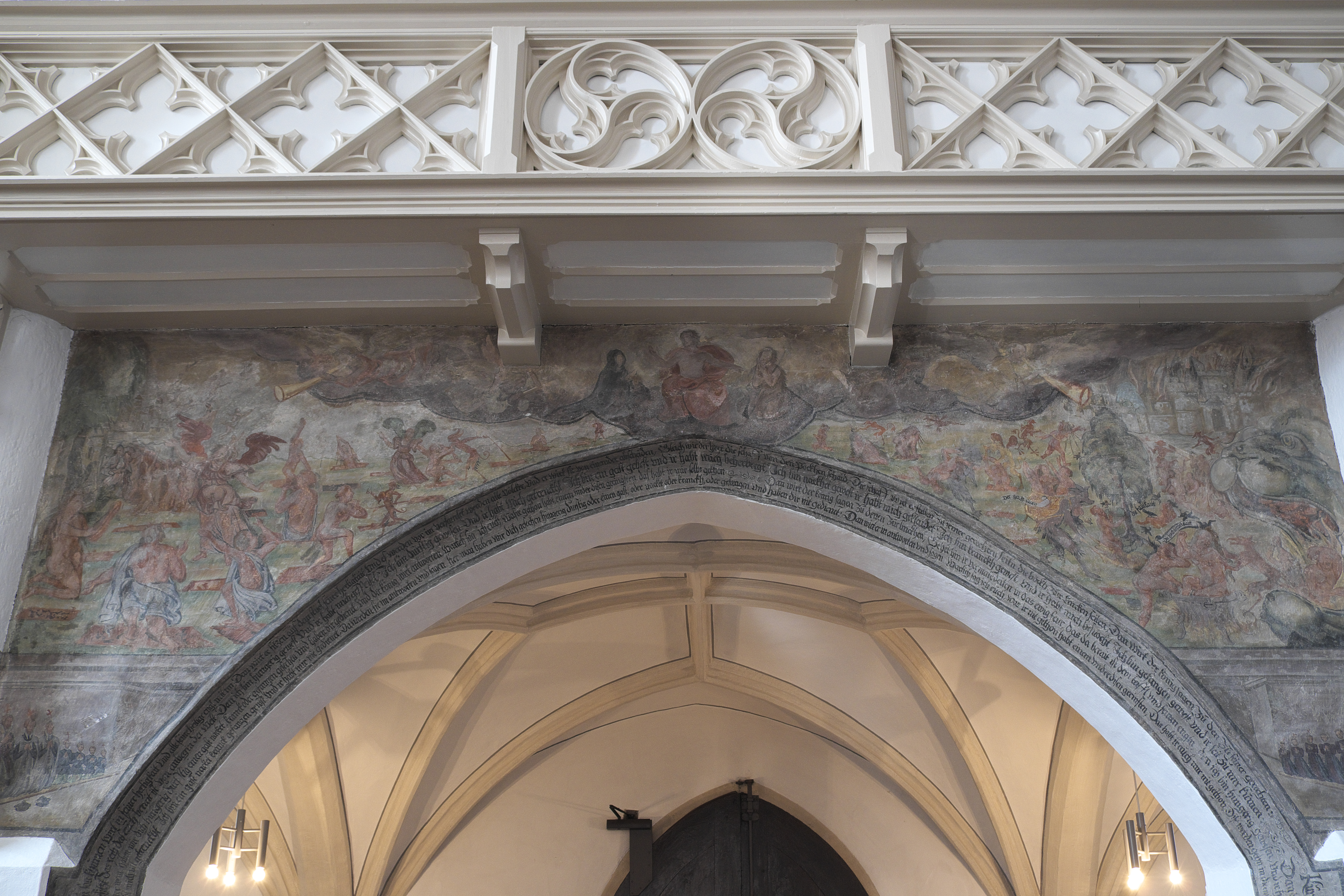
Jüngstes Gericht (Westempore, Mittelschiff)
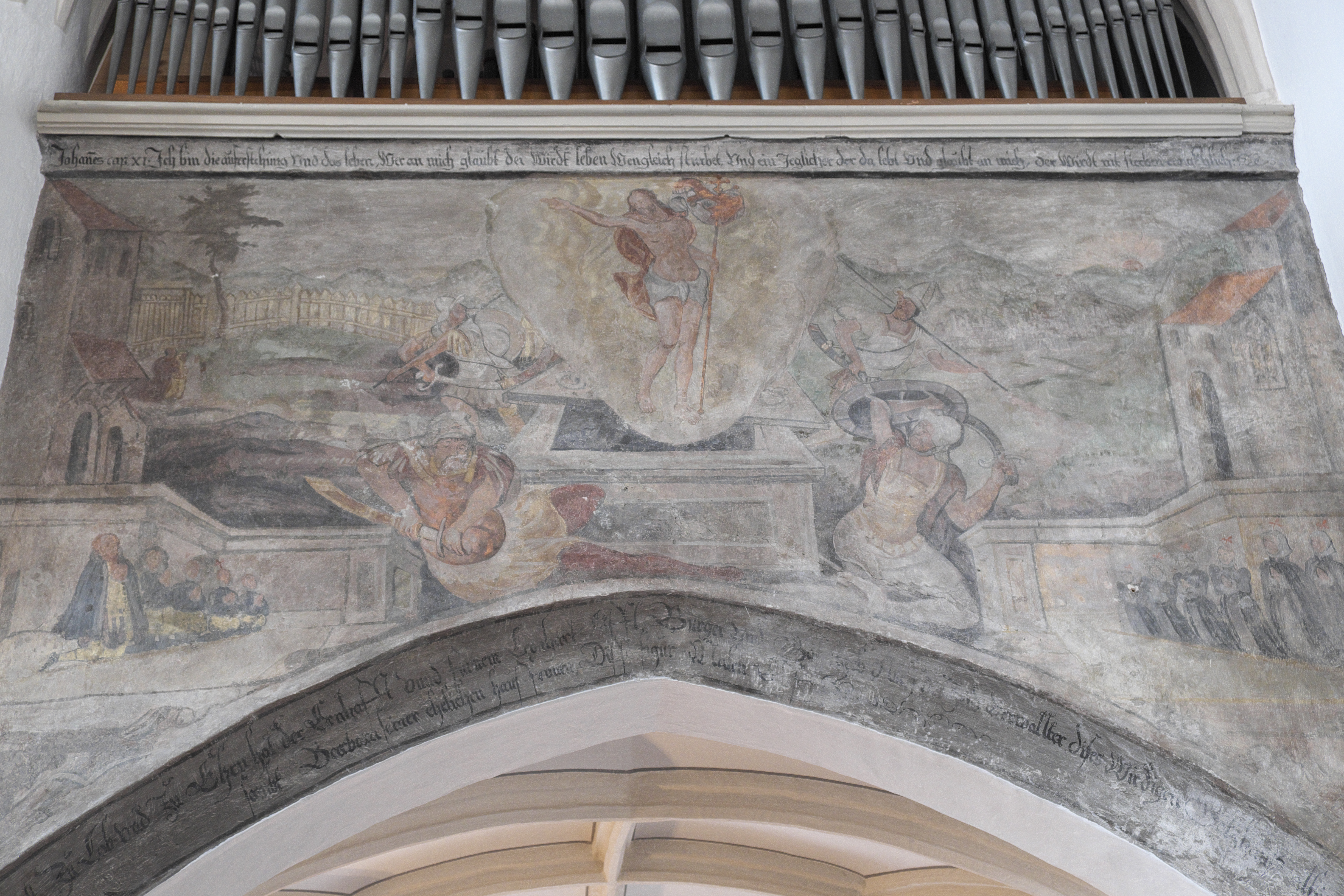
Auferstehung Christi (Westempore, Nordschiff)

## Ausstattung

### Altäre

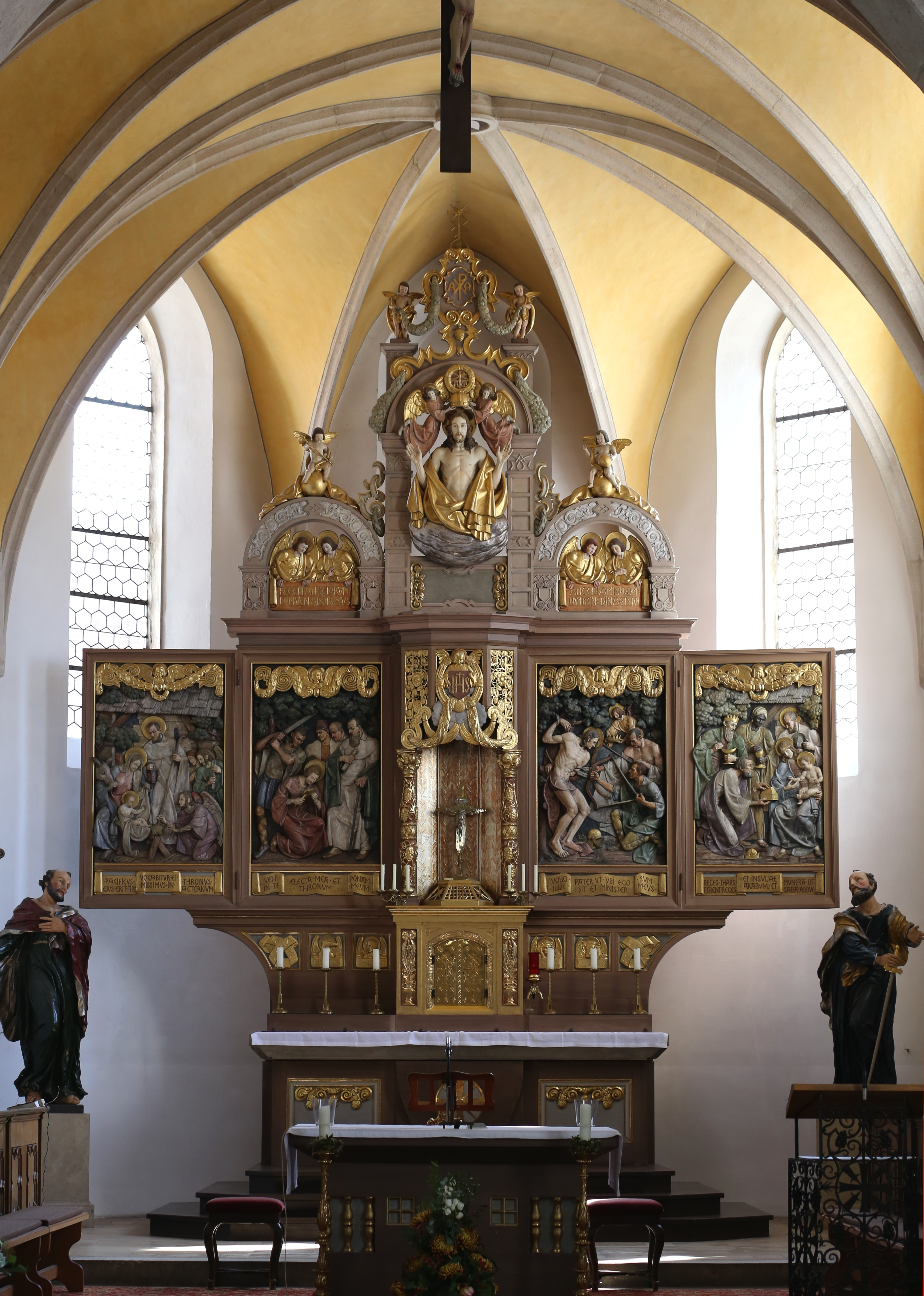
Hochaltar

Der heutige, aus Lindenholz geschnitzte Hochaltar der Kirche stammt aus dem Jahr 1929. Er wurde von den Wirtsleuten des Gasthofs Kuchlbauer, Michael und Babette Salleck, gestiftet und von Georg Schreiner gefertigt. Er soll die in dem Gotteshaus vertretenen Stilrichtungen verbinden: der Aufbau als Flügelaltar ist eine Reminiszenz an die Gotik, die etwas steife Ornamentik erinnert an das Barock. Die figurale Darstellung Christi als König im Auszug des Altares ist der Einführung des Christkönigsfestes durch Papst Pius XI. im Heiligen Jahr 1925 geschuldet. Bei ausgeklappten Altarflügeln sind links und rechts des Tabernakels je zwei Reliefs zu sehen; diese zeigen von links nach rechts die Geburt Christi, die Enthauptung der heiligen Barbara, das Martyrium des heiligen Sebastian und die Anbetung der Heiligen Drei Könige. In der Fastenzeit werden die Altarflügel zugeklappt, sodass die rückseitigen Gemälde Christus am Ölberg (links) und Christus in der Rast (rechts) zu sehen sind. Künstler dieser beiden Werke ist Hermann Spatz (1899–1973) aus Germersheim, dessen Werke zu großen Teilen im Zweiten Weltkrieg zerstört wurden. Volksaltar und Ambo sind modern. Als Volksaltar wird die 1929 mit dem Hochaltar von Georg Schreiner gefertigte Kredenz verwendet; der Ambo wurde aus Teilen einer schmiedeeisernen Gittertür der Kommunionbank gefertigt, die der ortsansässige Schlossermeister Michael Reithmeier 1928 oder 1929 schuf.

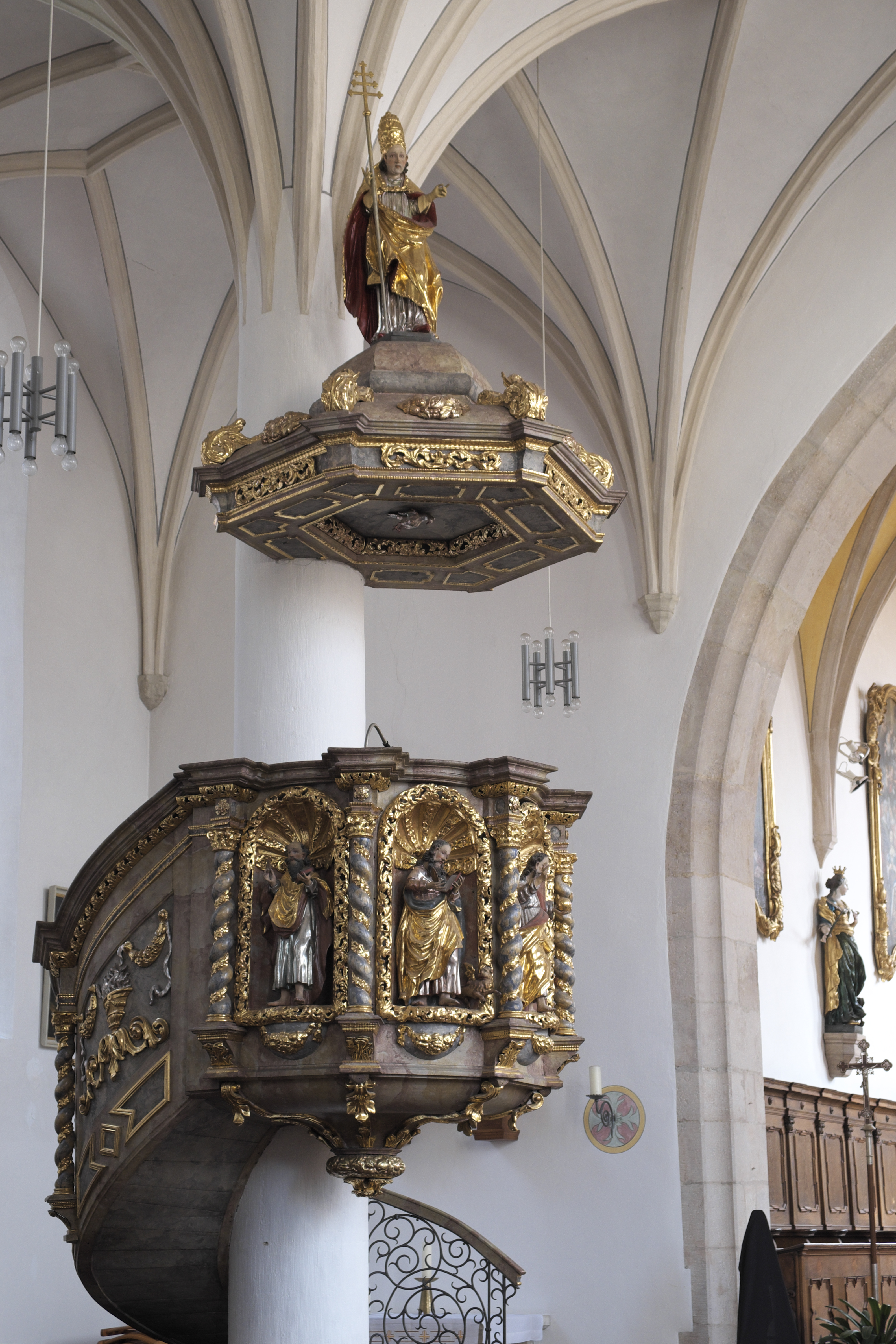
Kanzel

### Kanzel und Chorgestühl
Die barocke Kanzel am ersten nördlichen Pfeiler wurde 1698 angebracht. Der Korpus ist mit gewundenen Säulen und Muschelnischen verziert, welche die Figuren Christi und der vier Evangelisten enthalten. Auf dem Schalldeckel ist eine Papstfigur zu sehen, die wohl den Kirchenvater Gregor den Großen darstellen soll. Die Schnitzereien stammen von dem Künstler Anton Schnidtmann aus Neustadt an der Donau, die Figuren von dem Essinger Bildhauer Ulrich Voraus. In den Kriegswirren des Jahres 1945 traf ein Sprengkörper die Nordwand der Pfarrkirche; durch die Wucht der Detonation fiel der Kanzelkorb in den Mittelgang und wurde stark beschädigt. Nach dem Krieg konnte die Kanzel jedoch wieder originalgetreu restauriert werden. Das ebenfalls barocke Chorgestühl stammt aus dem Jahr 1726.

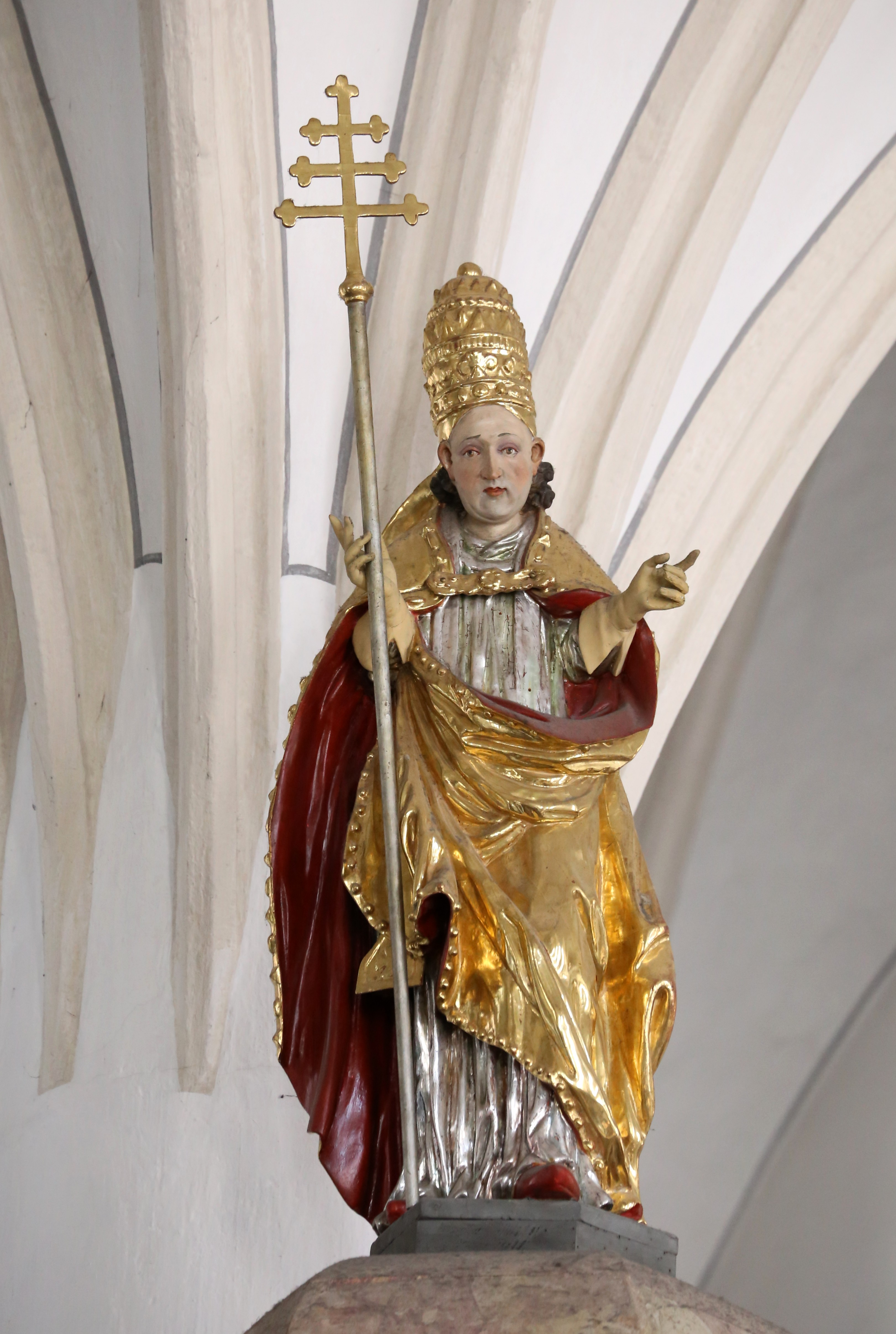
Gregor der Große
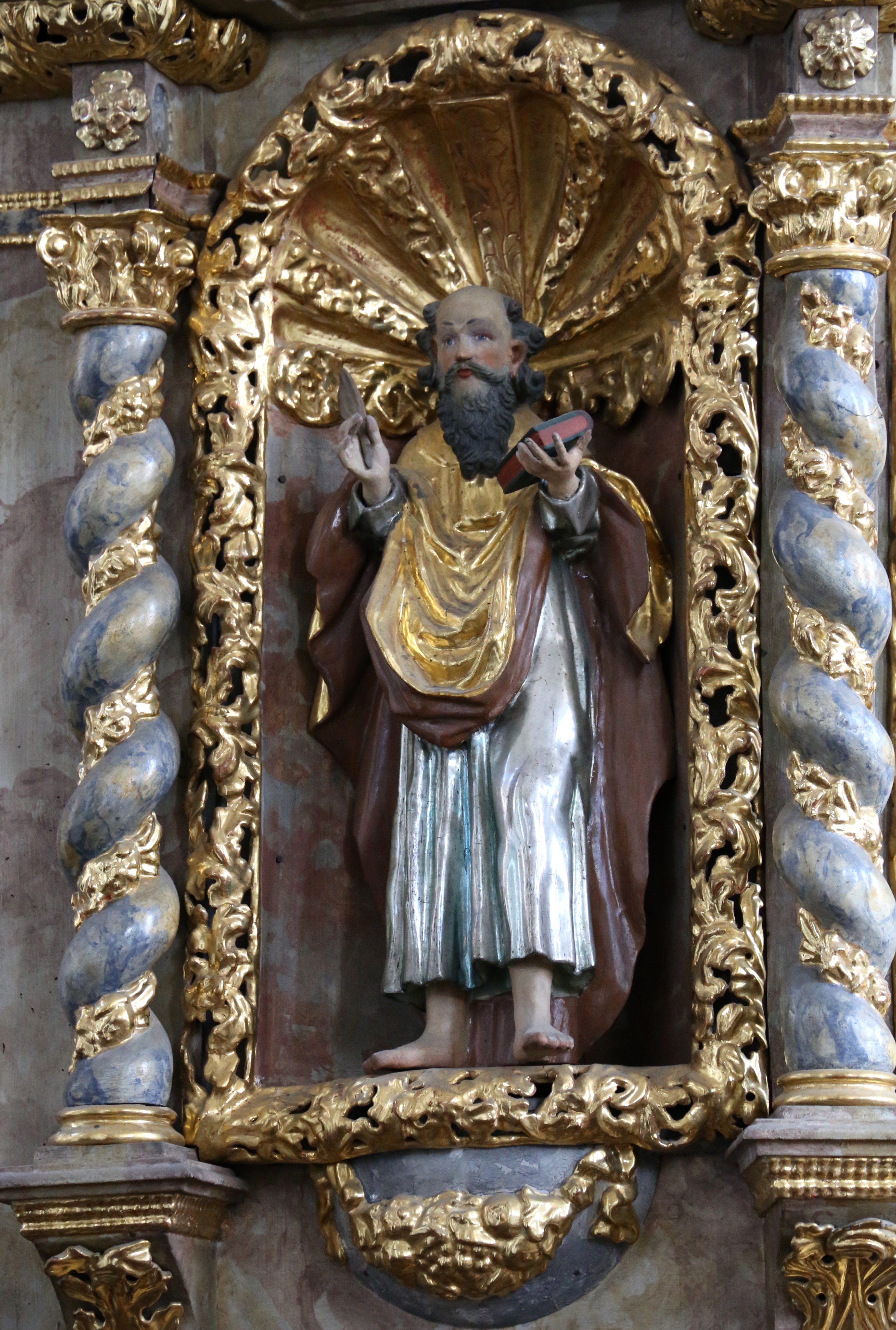
Evangelist
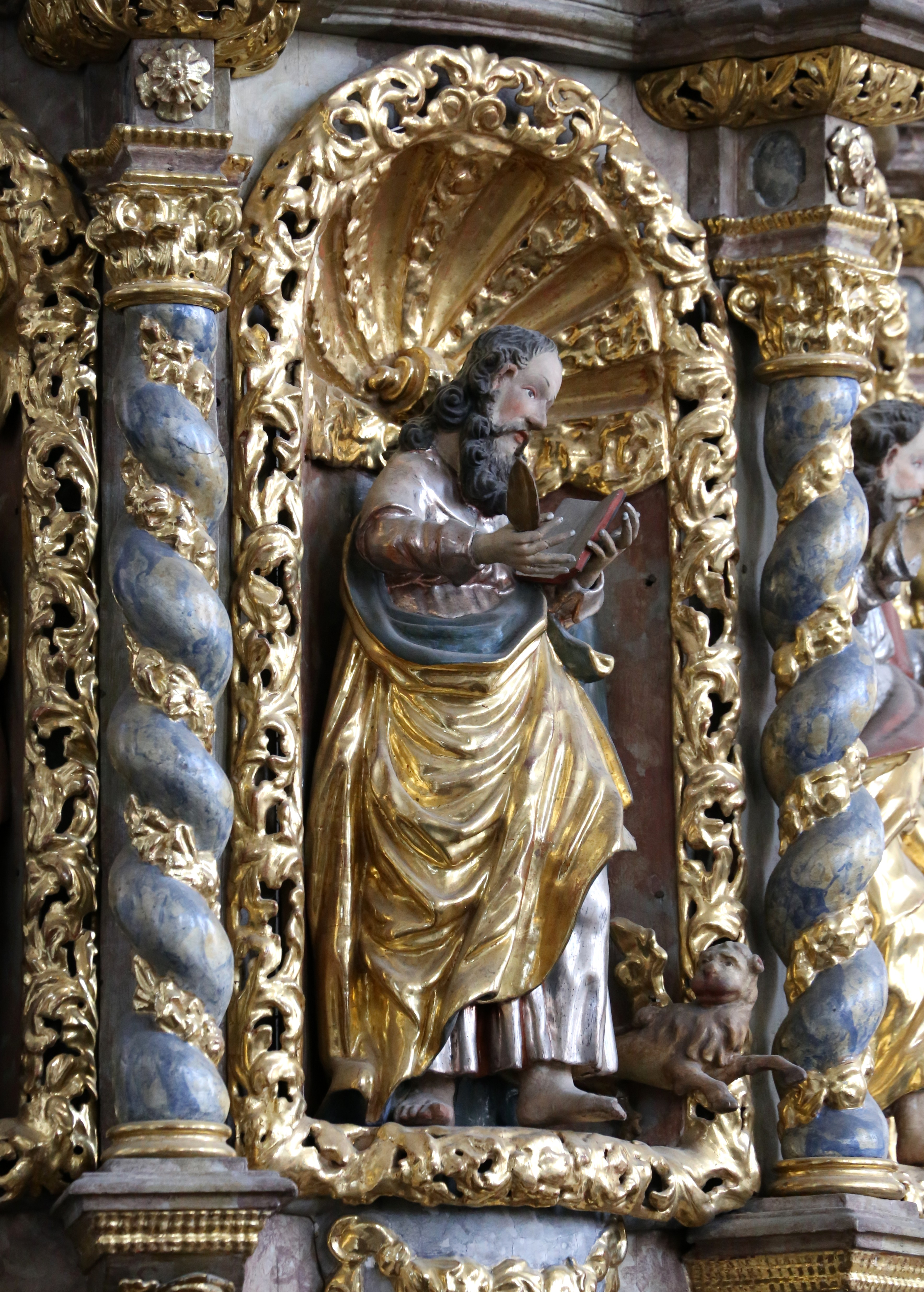
Evangelist

### Bildwerke und Figuren

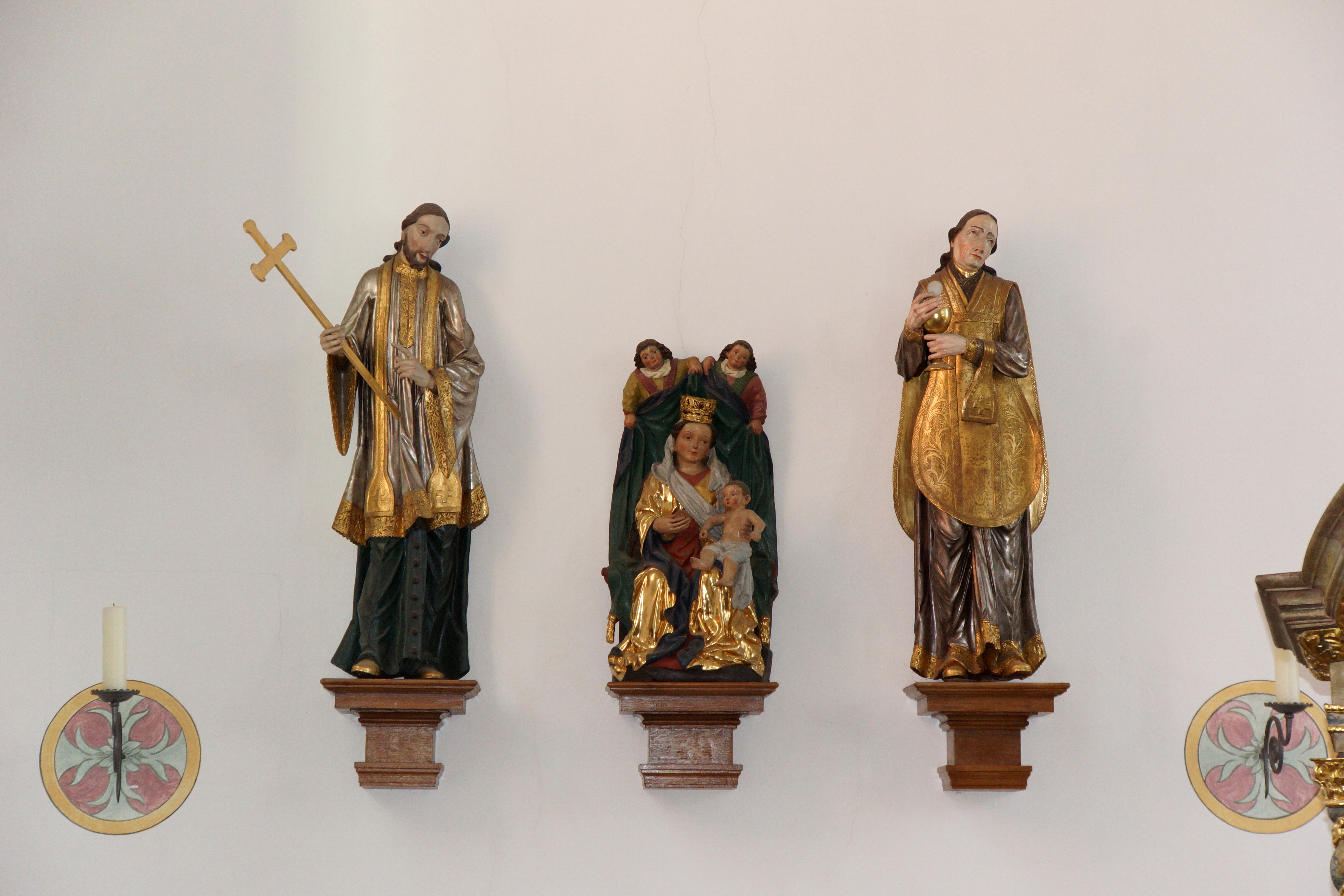
Figurengruppe an der Stirnwand des Nordschiffes

Im Altarraum sind verschiedene Gemälde angebracht, die zu früheren Hochaltären gehörten: das Martyrium der heiligen Barbara (um 1797) und das Martyrium des heiligen Sebastian (1765) von dem barocken Hochaltar, beide an der Nordwand, sowie die heilige Barbara im Nazarenerstil (1869), gemalt von Joseph Valentin (1811–1895) für den neugotischen Hochaltar, an der Südwand. Außerdem zieren diverse Figuren, die ebenfalls früheren Altären entnommen sind, den Chor. So wird der heutige Hochaltar von den Aposteln Petrus und Paulus flankiert, außerdem sind die Heiligen Nikolaus, Wolfgang, Katharina und Margareta zu sehen. Am Chorbogen befindet sich ein barockes Kruzifix mit freitragendem Lendentuch, welches Anfang des 18. Jahrhunderts geschnitzt wurde.
Entlang der beiden Seitenwände ist der von dem Hofmaler Christian Wink (1738–1797) erstellte Kreuzwegzyklus im Rokokostil zu sehen. Unterhalb des ersten südlichen Fensters befindet sich eine Kopie des Gnadenbildes der ehemaligen Wallfahrtskirche Sankt Gilg am Moos, die während der Säkularisation abgebrochen wurde. Daraus leitet sich die eines der ältesten und größten Volksfeste Bayerns her, der Abensberger Gillamoos. Außerdem sind im südlichen Seitenschiff eine Figur des heiligen Christophorus mit dem Jesusknaben und – oberhalb des Südportals – eine Kreuzigungsgruppe zu sehen. Während das Kruzifix aus dem frühen 20. Jahrhundert stammt, werden die frühbarocken Assistenzfiguren Maria und Johannes aus der Zeit um 1600 einem Meister Öllinger aus Regensburg zugeschrieben.

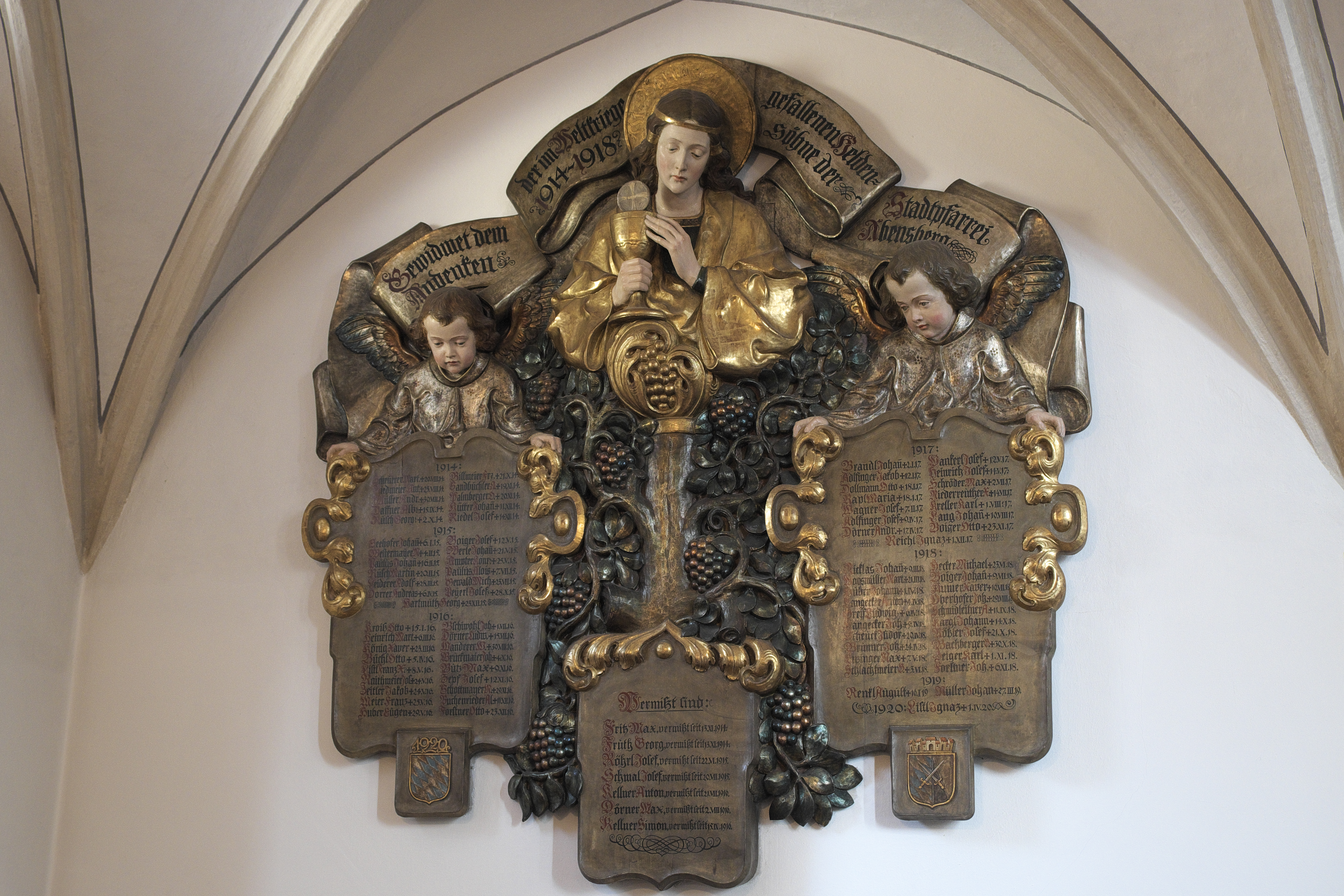
Kriegerdenkmal mit Halbfigur der heiligen Barbara

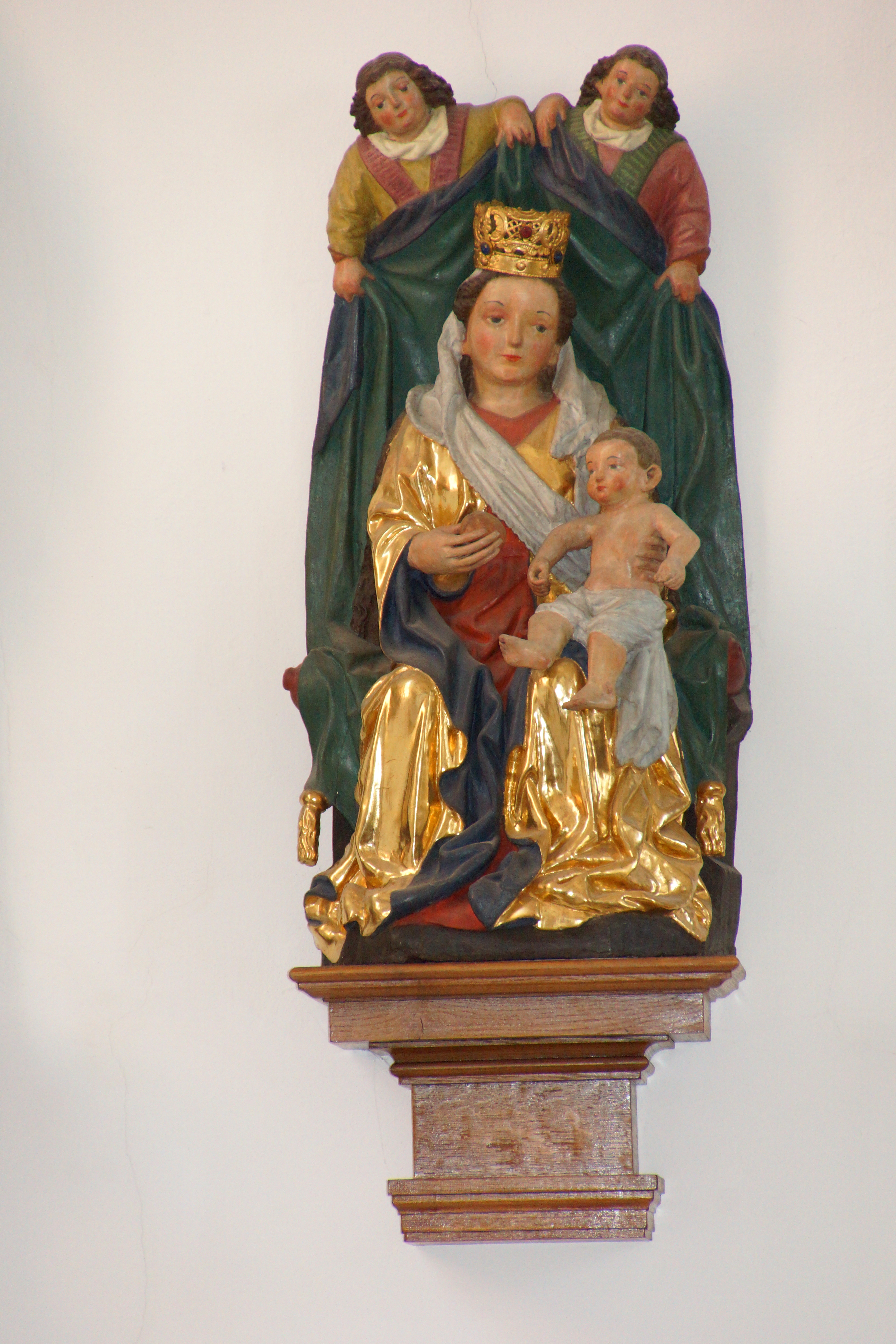
Madonna mit Kind, um 1450

Unter der Empore ist nordseitig das Kriegerdenkmal zu sehen, ein frühes Werk Georg Schreiners, der später die Darstellung des Hochaltares schnitzte. Das neobarocke Denkmal wird von einer Halbfigur der heiligen Barbara als Sterbepatronin mit Kelch und Hostie geschmückt. Über dem Nordportal ist ein Gemälde im Nazarenerstil in einem neugotischen Spitzbogenrahmen zu sehen, der heilige Antonius von Padua, dem das Jesuskind erscheint. An der Nordwand des Langhauses stehen eine Rokokofigur des heiligen Wendelin von dem Bildhauer Johann Georg Rothmayer sowie eine barocke Pietà. Anstelle des nördlichen Seitenaltares sieht man heute eine spätgotische Skulptur einer Madonna mit Kind aus der Zeit um 1450. Da die Gottesmutter dem Jesuskind einen Apfel reicht, symbolisiert sie die neue Eva. Im Rücken Marias spannen zwei Engeln ein baldachinartiges Ehrentuch auf. Die Figurengruppe wird von den Nebenfiguren Franz Xaver (links) und Ignatius von Loyola (rechts) begleitet, beides Bildwerke des späten Rokoko aus der Zeit um 1785. Diese werden dem ortsansässigen Bildhauer Johann Gallus Weber (1751–1807) zugeschrieben, von dem sich weitere Werke in der Pfarrkirche St. Andreas in Pürkwang und in der Wallfahrtskirche Bettbrunn befinden.

### Orgel

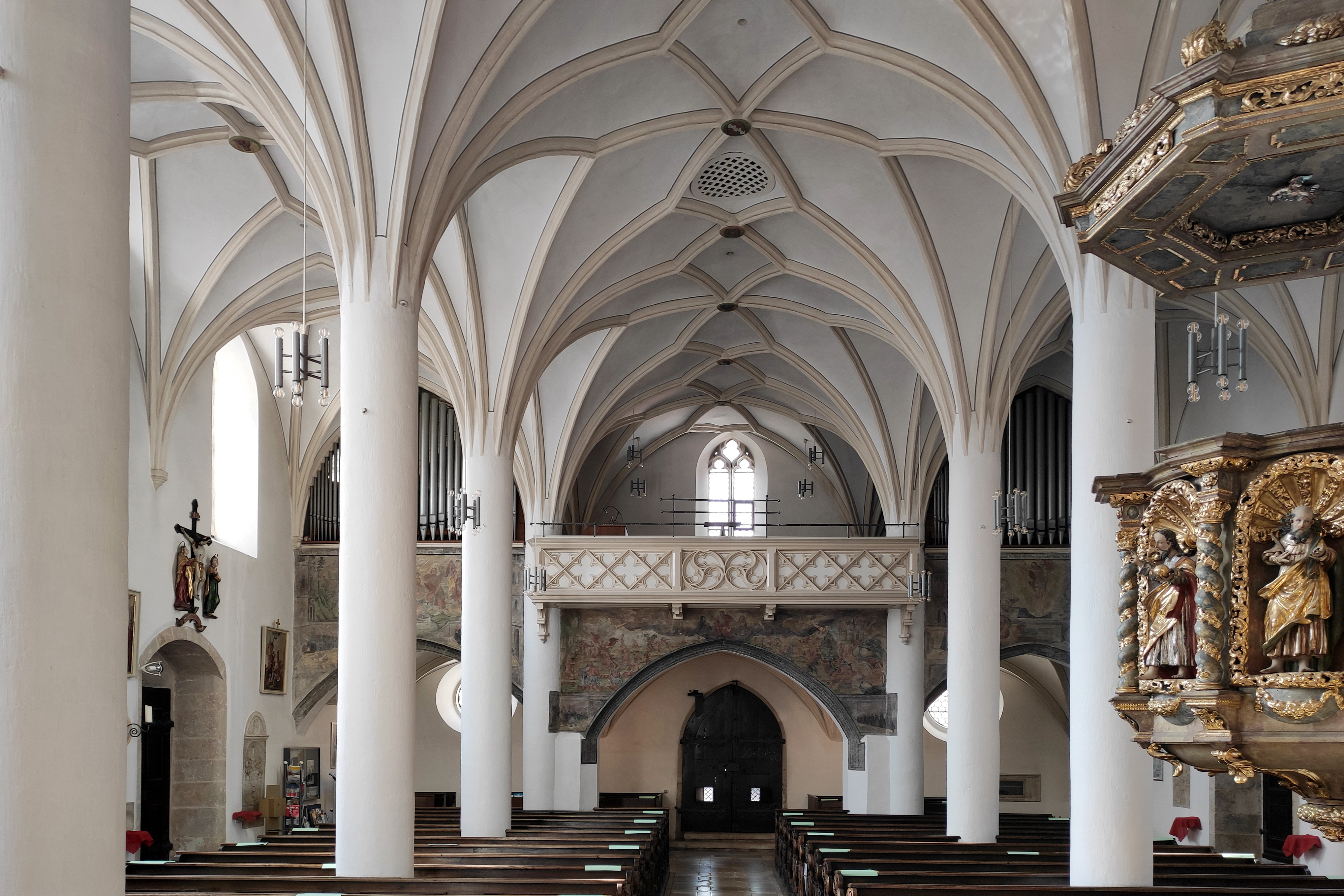
Innenraum mit Blick zur Orgel

Die heutige Orgel – die fünfte in dieser Kirche – wurde 1961 von der Firma Michael Weise aus Plattling gebaut, wobei Teile des Vorgängerinstruments der Firma Steinmeyer wiederverwendet wurden. Die vier Teilwerke befinden sich am linken und rechten Ende der Empore. Das Instrument besitzt 28 Register, verteilt auf drei Manuale und Pedal.

### Geläut
Die Pfarrkirche besitzt ein sechsstimmiges Salve-Regina-Geläut mit der Tonfolge as0-c1-es1-f1-as1-b1. Die siebte und kleinste Glocke, die noch aus dem Jahr 1732 stammt, zählt nicht zum Hauptgeläut und wird nur als Sterbeglocke geläutet.
Bestehendes Geläute
| Nr. | Name                    | Gussjahr       | Gießer                     | Gewicht [kg] | Schlagton (HT-1/16) |
| --- | ----------------------- | -------------- | -------------------------- | ------------ | ------------------- |
| 1.  | Barbaraglocke           | 1947 oder 1949 | Johann Hahn, Landshut      | 3550         | as0+4               |
| 2.  | Marienglocke            | 1902 oder 1921 | Johann Hahn, Landshut      | 2000         | c1-?                |
| 3.  | Patrona-Bavariae-Glocke | 1947 oder 1949 | Johann Hahn, Landshut      | 1078         | es1-6               |
| 4.  | Michaelsglocke          | 1947 oder 1949 | Johann Hahn, Landshut      | 741          | f1-4                |
| 5.  | Josefsglocke            | 1947 oder 1949 | Johann Hahn, Landshut      | 433          | as1+6               |
| 6.  | Bruder-Konrad-Glocke    | 1947 oder 1949 | Johann Hahn, Landshut      | 304          | b1-2                |
| 7.  | Sterbeglocke            | 1732           | Johann Sedlpaur, Straubing | ?            | ?                   |

## Grabdenkmäler und Ölbergrelief
Unter dem Gillamoos-Gnadenbild befindet sich das Grabmal des Abensberger Pfarrers und Lizenziaten der Theologie, Ignatius Ponschab (1765–1787), der bis zu dessen Auflösung im Jahr 1773 dem Jesuitenorden angehörte. Etwa an der gleichen Stelle ist an der Außenseite die Grabplatte für den Augustiner-Chorherren Ambrosius Mindl aus dem Kloster Indersdorf eingelassen, der von 1794 bis zu seinem Tod 1799 Pfarrer von Abensberg war.
Auf der rechten Seite des Südportals erinnert ein Rotmarmorepitaph mit einem Relief an den im Jahr 1500 verstorbenen Abensberger Pfarrer Erasmus Rabein. Daneben befindet sich ein Kalksteinepitaph für die 1549 verstorbene Richilla Dorfpeck, die Gemahlin des Abensberger Richters Stephan Dorfpeck. Über der Inschrift ist die Reliefdarstellung eines Engels eingemeißelt, der die Wappen der Eheleute hält. Rechts davon sieht man eine von Säulen gerahmte Sandsteintafel, die – bereits stark verwittert – die Auferstehung Christi zeigt. Links neben dem Südportal ist eine Relieftafel aus Rotmarmor in die Außenmauer eingelassen, welche die Jahreszahl 1498 trägt und Jesus mit seinen Jüngern am Ölberg darstellt.
Weitere Grabmäler wurden 2002 aus konservatorischen Gründen in die Vorhalle auf der Nordseite verbracht.

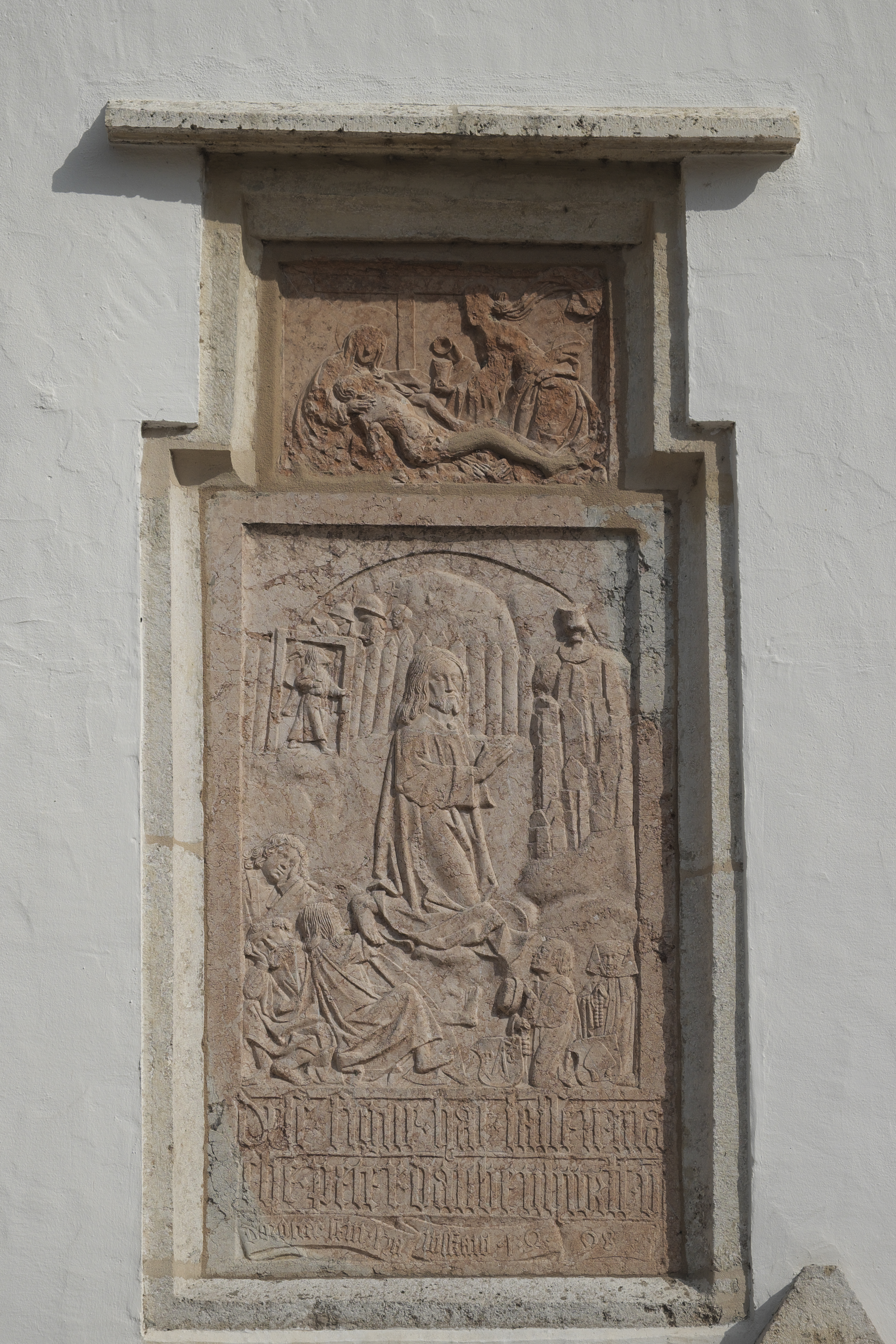
Ölbergrelief links neben dem Südportal
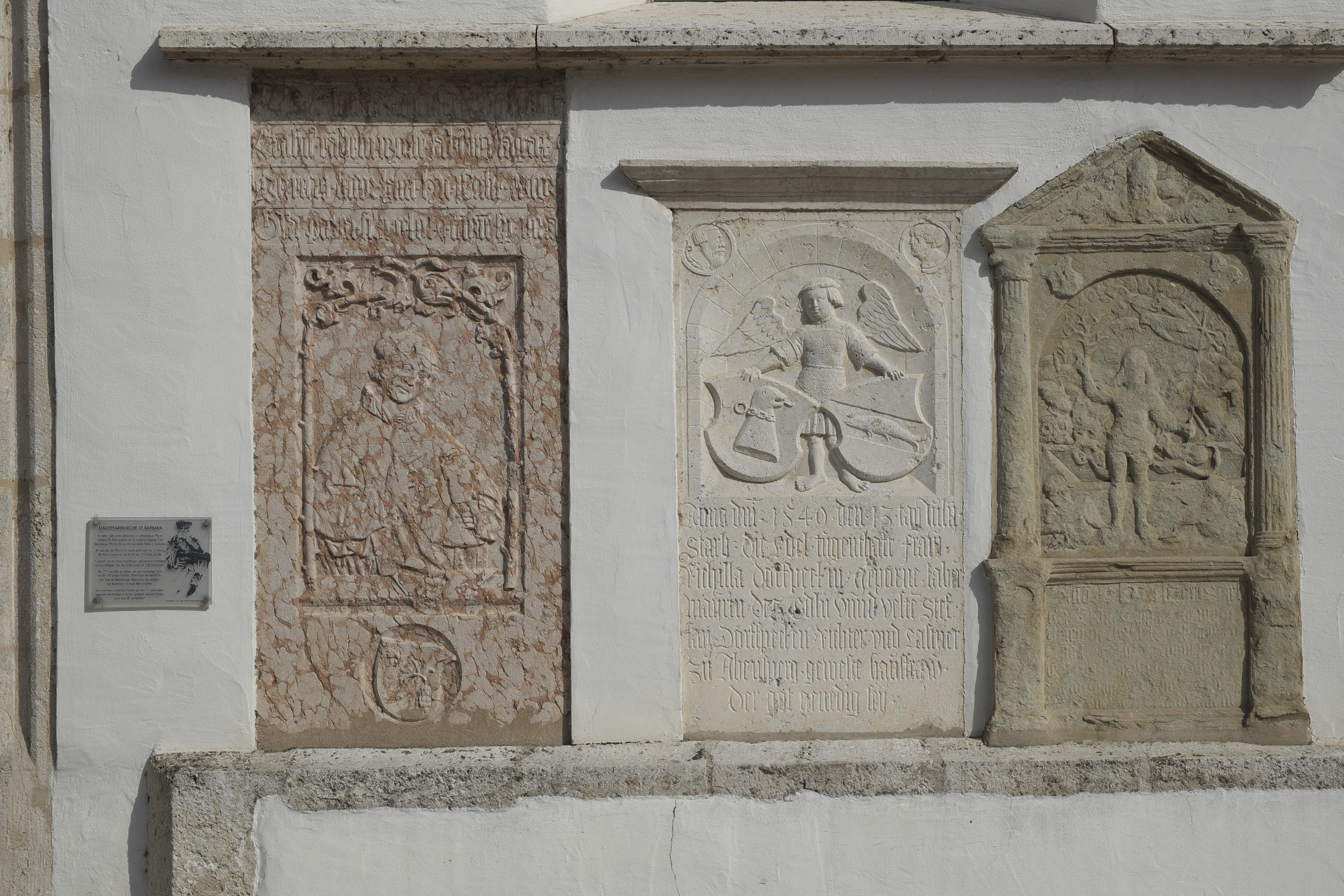
Grabsteine rechts neben dem Südportal
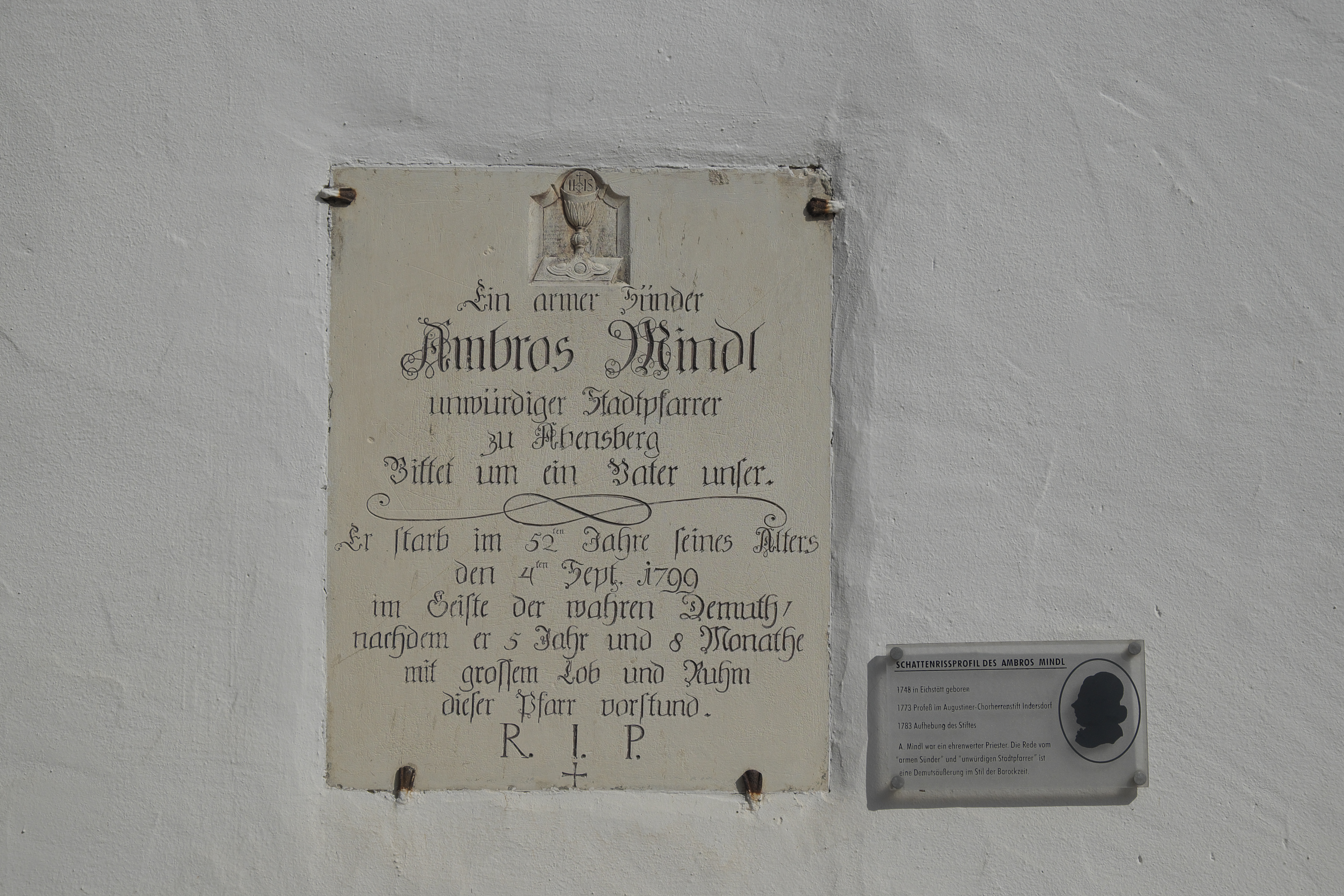
Priestergrabstein des Ambrosius Mindl († 1799)